# Barrages de promotion-relégation de la Ligue des nations féminine de l'UEFA 2023-2024
Navigation
Barrages 2025
Les matchs de barrages de promotion et de relégation de la Ligue des nations féminine de l'UEFA 2023-2024 doivent départager les 14 dernières nations afin de déterminer la composition finale des ligues pour les éliminatoires du Championnat d'Europe féminin de football 2025.

## Format
Les 14 équipes sont sélectionnées grâce à leurs performances lors de la phase de ligue de la Ligue des nations. Ces équipes sont réparties en deux voies. À l'issue des barrages, les 14 équipes peuvent être promues, maintenues ou reléguées,.

### Sélection des équipes
Se basant sur le classement général de la phase de ligue de la Ligue des nations, les 14 équipes participantes aux barrages sont sélectionnées selon les conditions suivantes :
- Les équipes classées troisièmes en Ligue A.
- Les équipes classées deuxièmes en Ligue B.
- Les trois équipes classées dans les meilleurs troisièmes de groupe en Ligue B.
- Les trois équipes classées dans les meilleurs deuxièmes de groupe en Ligue C.

### Formation des voies
Les 14 équipes sélectionnées sont répaties en deux voies. Un tirage au sort décide eventuellement de placer les équipes dans les différentes voies, en respectant les conditions suivantes:
- Les équipes classées troisième de groupe en Ligue A affrontent les équipes classées deuxième de groupe en Ligue B.
- Les trois équipes classées dans les trois meilleurs troisièmes de groupe en Ligue B affrontent les trois équipes classées dans les trois meilleurs deuxièmes de groupe en Ligue C.

### Confrontations et règles
Les barrages ont lieu à l'hiver 2024. Les matchs se joueront à domicile et à l'extérieur avec le format aller-retour. En cas de match nul à la fin du temps réglementaire sur l'ensemble des 2 matchs dans chaque affrontement, une prolongation de 2 fois 15 minutes sera jouée (sans compter les buts marqués à l'extérieur). Si les 2 équipes sont toujours à égalité sur l'ensemble des 2 matchs dans chaque affrontement, une séance de tirs au but déterminera l'équipe gagnante.

## Tirage au sort
Le tirage au sort se déroule le 11 décembre 2023 à Nyon en Suisse. Il se déroule parallèlement avec la Phase finale de la Ligue des nations féminine de l'UEFA 2023-2024. Les équipes sont réparties en 4 chapeaux sur la base du classement général de la phase de ligues. Pour le tirage au sort, les équipes en ligue supérieure sont têtes de série tandis que les équipes en ligue inférieure sont non-têtes de série.
| Équipe   | Classement |
| -------- | ---------- |
| Islande  | 9          |
| Belgique | 10         |
| Suède    | 11         |
| Norvège  | 12         |

| Équipe             | Classement |
| ------------------ | ---------- |
| Bosnie-Herzégovine | 21         |
| Serbie             | 22         |
| Croatie            | 23         |
| Hongrie            | 24         |

| Équipe          | Classement |
| --------------- | ---------- |
| Slovaquie       | 25         |
| Irlande du Nord | 26         |
| Ukraine         | 27         |

| Équipe     | Classement |
| ---------- | ---------- |
| Lettonie   | 38         |
| Monténégro | 39         |
| Bulgarie   | 40         |

### Tableau
| Équipe                 | Aller                  | Total                  | Retour                 | Équipe                 |
| Ligue A contre Ligue B | Ligue A contre Ligue B | Ligue A contre Ligue B | Ligue A contre Ligue B | Ligue A contre Ligue B |
| ---------------------- | ---------------------- | ---------------------- | ---------------------- | ---------------------- |
| Serbie                 | 1 - 1                  | 2 - 3                  | 1 - 2                  | Islande                |
| Hongrie                | 1 - 5                  | 2 - 10                 | 1 - 5                  | Belgique               |
| Bosnie-Herzégovine     | 0 - 5                  | 0 - 10                 | 0 - 5                  | Suède                  |
| Croatie                | 0 - 3                  | 0 - 8                  | 0 - 5                  | Norvège                |
| Ligue B contre Ligue C |                        |                        |                        |                        |
| Lettonie               | 0 - 3                  | 0 - 9                  | 0 - 6                  | Slovaquie              |
| Monténégro             | 0 - 2                  | 1 - 3                  | 1 - 1                  | Irlande du Nord        |
| Bulgarie               | 0 - 4                  | 0 - 7                  | 0 - 3                  | Ukraine                |

### Ligue A contre Ligue B
| Match aller           | Serbie                             | 1 - 1   | Islande                           | Sportski centar FSS, Stara Pazova                 |                                                   |
| 23 février 2024 16h00 | ( Čanković) Filipović 19e          | (1 - 1) | 24e Eiríksdóttir (Jóhannsdóttir ) | Spectateurs : 321 Arbitrage : Marta Huerta De Aza | Spectateurs : 321 Arbitrage : Marta Huerta De Aza |
| 23 février 2024 16h00 | Slović 45+3e · Blagojević 81e, 83e | Rapport |                                   | Spectateurs : 321 Arbitrage : Marta Huerta De Aza | Spectateurs : 321 Arbitrage : Marta Huerta De Aza |

| Match retour                  | Islande                                        | 2 - 1   | Serbie                       | Kópavogsvöllur, Kopavogur                  |                                            |
| 27 février 2024 15h30 (14h30) | Jónsdóttir 75e · ( Jónsdóttir) Níelsdóttir 86e | (0 - 1) | 6e Poljak                    | Spectateurs : 798 Arbitrage : Ewa Augustyn | Spectateurs : 798 Arbitrage : Ewa Augustyn |
| 27 février 2024 15h30 (14h30) |                                                | Rapport | 52e Kostić · 55e Damnjanović | Spectateurs : 798 Arbitrage : Ewa Augustyn | Spectateurs : 798 Arbitrage : Ewa Augustyn |

L'Islande gagne 3 - 2 sur l'ensemble des deux matchs, les deux équipes restent dans leur ligue respective pour les qualifications de l'Euro 2025.
| Match aller           | Hongrie             | 1 - 5   | Belgique | Pancho Aréna, Felcsút                      |                                            |
| 23 février 2024 17h45 | ( Kaján) Turányi 7e | (1 - 2) | 10e Kees (Wullaert ) · 21e Wullaert (Deloose ) · 65e Vanhaevermaet (Ampoorter ) · 74e Wullaert (Cayman ) · 81e Kees (Ampoorter ) | Spectateurs : 1 113 Arbitrage : Alina Peşu | Spectateurs : 1 113 Arbitrage : Alina Peşu |
| 23 février 2024 17h45 |                     | Rapport | 35e Delacauw | Spectateurs : 1 113 Arbitrage : Alina Peşu | Spectateurs : 1 113 Arbitrage : Alina Peşu |

| Match retour          | Belgique                                                                                                 | 5 - 1   | Hongrie     | Den Dreef, Louvain                              |                                                 |
| 27 février 2024 20h00 | ( Detruyer) Wullaert 44e · Wullaert 54e (pen.) 57e · ( Wullaert) Janssens 74e · ( Wullaert) Janssens 80e | (1 - 1) | 26e Kaján   | Spectateurs : 3 794 Arbitrage : Ivana Martinčić | Spectateurs : 3 794 Arbitrage : Ivana Martinčić |
| 27 février 2024 20h00 | Blom 22e · Delacauw 71e                                                                                  | Rapport | 40e Turányi | Spectateurs : 3 794 Arbitrage : Ivana Martinčić | Spectateurs : 3 794 Arbitrage : Ivana Martinčić |

La Belgique gagne 10 - 2 sur l'ensemble des deux matchs, les deux équipes restent dans leur ligue respective pour les qualifications de l'Euro 2025.
| Match aller           | Bosnie-Herzégovine | 0 - 5   | Suède | FFBH Football Training Centre, Zenica             |                                                   |
| 23 février 2024 13h00 |                    | (0 - 2) | 6e Janogy (Rytting Kaneryd ) · 41e Janogy (Andersson ) · 76e Angeldal · 80e Hammarlund (Andersson ) · 86e (csc) Gvozderac | Spectateurs : 366 Arbitrage : Olatz Rivera Olmedo | Spectateurs : 366 Arbitrage : Olatz Rivera Olmedo |
| 23 février 2024 13h00 | Slišković 45+1e    | Rapport | | Spectateurs : 366 Arbitrage : Olatz Rivera Olmedo | Spectateurs : 366 Arbitrage : Olatz Rivera Olmedo |

| Match retour          | Suède | 5 - 0   | Bosnie-Herzégovine | Tele2 Arena, Stockholm                             |                                                    |
| 28 février 2024 18h30 | ( Angeldal) Vinberg 26e · ( Anvegård) Blackstenius 45e · Kafaji 45+1e · ( Kafaji) Angeldal 82e · ( Vinberg) Hammarlund 90e | (3 - 0) |                    | Spectateurs : 11 463 Arbitrage : Silvia Gasperotti | Spectateurs : 11 463 Arbitrage : Silvia Gasperotti |
| 28 février 2024 18h30 | | Rapport | 58e Aleksić        | Spectateurs : 11 463 Arbitrage : Silvia Gasperotti | Spectateurs : 11 463 Arbitrage : Silvia Gasperotti |

La Suède gagne 10 - 0 sur l'ensemble des deux matchs, les deux équipes restent dans leur ligue respective pour les qualifications de l'Euro 2025.
| Match aller           | Croatie                       | 0 - 3   | Norvège                                                                | Opus Arena, Osijek                            |                                               |
| 23 février 2024 18h00 |                               | (0 - 1) | 16e Hegerberg (Bøe Risa ) · 49e Graham Hansen · 62e Ildhusøy (Reiten ) | Spectateurs : 3 132 Arbitrage : Abigail Byrne | Spectateurs : 3 132 Arbitrage : Abigail Byrne |
| 23 février 2024 18h00 | Jelenčić 12e · Vračević 90+3e | Rapport |                                                                        | Spectateurs : 3 132 Arbitrage : Abigail Byrne | Spectateurs : 3 132 Arbitrage : Abigail Byrne |

| Match retour          | Norvège                                                                            | 5 - 0   | Croatie | Viking Stadion, Stavanger                         |                                                   |
| 27 février 2024 18h00 | ( Reiten) Terland 19e · Roman Haug 32e · ( Reiten) Román Haug 40e · Maanum 66e 78e | (3 - 0) |         | Spectateurs : 5 315 Arbitrage : Veronika Kovarova | Spectateurs : 5 315 Arbitrage : Veronika Kovarova |
| 27 février 2024 18h00 | Rapport                                                                            |         |         | Spectateurs : 5 315 Arbitrage : Veronika Kovarova | Spectateurs : 5 315 Arbitrage : Veronika Kovarova |

La Norvège gagne 8 - 0 sur l'ensemble des deux matchs, les deux équipes restent dans leur ligue respective pour les qualifications de l'Euro 2025.

### Ligue B contre Ligue C
| Match aller                   | Lettonie    | 0 - 3   | Slovaquie                                                                          | LNK Sporta Parks, Riga                        |                                               |
| 23 février 2024 15h30 (16h30) |             | (0 - 0) | 62e Škorvánková (Bartovičová ) · 72e Morávková (Bartovičová ) · 88e (pen.) Hmírová | Spectateurs : 207 Arbitrage : Fabienne Michel | Spectateurs : 207 Arbitrage : Fabienne Michel |
| 23 février 2024 15h30 (16h30) | Voitāne 68e | Rapport | 34e Morávková · 82e Rybanská                                                       | Spectateurs : 207 Arbitrage : Fabienne Michel | Spectateurs : 207 Arbitrage : Fabienne Michel |

| Match retour          | Slovaquie | 6 - 0   | Lettonie | Stade Antona-Malatinského, Trnava            |                                              |
| 27 février 2024 18h00 | ( Hmírová) Morávková 2e · Rybanská 6e · Lemešová 36e · Mikolajová 83e · Vredíková 87e · ( Škerdová) Kaláberová 90+4e | (3 - 0) |          | Spectateurs : 604 Arbitrage : Shona Shukrula | Spectateurs : 604 Arbitrage : Shona Shukrula |
| 27 février 2024 18h00 | Rapport |         |          | Spectateurs : 604 Arbitrage : Shona Shukrula | Spectateurs : 604 Arbitrage : Shona Shukrula |

La Slovaquie gagne 9 - 0 sur l'ensemble des deux matchs, les deux équipes restent dans leur ligue respective pour les qualifications de l'Euro 2025.
| Match aller           | Monténégro                  | 0 - 2   | Irlande du Nord                          | Podgorica City Stadium, Podgorica               |                                                 |
| 23 février 2024 14h00 |                             | (0 - 0) | 71e Wade (Vance ) · 71e Vance (McKenna ) | Spectateurs : 187 Arbitrage : Michèle Schmölzer | Spectateurs : 187 Arbitrage : Michèle Schmölzer |
| 23 février 2024 14h00 | Djoković 51e · Karličić 56e | Rapport | 37e Callaghan · 84e Caldwell             | Spectateurs : 187 Arbitrage : Michèle Schmölzer | Spectateurs : 187 Arbitrage : Michèle Schmölzer |

| Match retour                  | Irlande du Nord               | 1 - 1   | Monténégro            | Windsor Park, Belfast                             |                                                   |
| 27 février 2024 20h00 (19h00) | ( L. Rafferty) Magill 73e     | (0 - 0) | 66e Dešić (Karličić ) | Spectateurs : 4 085 Arbitrage : Hristiyana Guteva | Spectateurs : 4 085 Arbitrage : Hristiyana Guteva |
| 27 février 2024 20h00 (19h00) | Vance 90e · L. Rafferty 90+4e | Rapport | 53e Dešić             | Spectateurs : 4 085 Arbitrage : Hristiyana Guteva | Spectateurs : 4 085 Arbitrage : Hristiyana Guteva |

L'Irlande du Nord gagne 3 - 1 sur l'ensemble des deux matchs, les deux équipes restent dans leur ligue respective pour les qualifications de l'Euro 2025.
| Match aller                   | Bulgarie        | 0 - 4   | Ukraine | Arena Arda, Kardjali                        |                                             |
| 23 février 2024 15h00 (16h00) |                 | (0 - 2) | 6e Kravchuk (Andrukhiv ) · 24e Andrukhiv (Ovdiychuk ) · 83e Hlushchenko (Khimich ) · 90+5e Kotyk (Khimich ) | Spectateurs : 459 Arbitrage : Minka Vekkeli | Spectateurs : 459 Arbitrage : Minka Vekkeli |
| 23 février 2024 15h00 (16h00) | Shahanska 90+3e | Rapport | | Spectateurs : 459 Arbitrage : Minka Vekkeli | Spectateurs : 459 Arbitrage : Minka Vekkeli |

| Match retour                  | Ukraine                                                               | 3 - 0   | Bulgarie                                                         | Complexe sportif Mardan, Antalya               |                                                |
| 27 février 2024 14h00 (16h00) | Ovdiychuk 15e · ( Pantsulaya) Hlushchenko 18e · ( Korsun) Shmatko 81e | (2 - 0) |                                                                  | Spectateurs : 100 Arbitrage : Zuzana Valentová | Spectateurs : 100 Arbitrage : Zuzana Valentová |
| 27 février 2024 14h00 (16h00) |                                                                       | Rapport | 36e Popadiynova · 57e N. Dimitrova · 73e Y. Ivanova · 87e Dineva | Spectateurs : 100 Arbitrage : Zuzana Valentová | Spectateurs : 100 Arbitrage : Zuzana Valentová |

L'Ukraine gagne 7 - 0 sur l'ensemble des deux matchs, les deux équipes restent dans leur ligue respective pour les qualifications de l'Euro 2025.